# Jardin d'acclimatation (Paris)
Le Jardin d'acclimatation est un parc de loisirs et d'agrément du 16e arrondissement de Paris, le long du bois de Boulogne.

## Situation et accès
Cet espace vert s'étend sur 19 hectares, entre la porte de Neuilly et la porte des Sablons à la lisière du bois de Boulogne, en longeant le boulevard Maurice-Barrès situé à Neuilly-sur-Seine.
Le parc est ouvert tous les jours de l'année. Il est desservi par la ligne 1 du métro de Paris et les lignes C et E du RER.

## Historique

### Un jardin pour acclimater les animaux: 1852 - 1870
La transformation du bois de Boulogne en 1852 a engendré la création d'un jardin d'acclimatation à l'entrée du bois à l'initiative de la Société impériale zoologique d'acclimatation, fondée le 10 février 1854 par le zoologiste Isidore Geoffroy Saint-Hilaire (1805-1861). Cette société savante avait pour but de contribuer à l'introduction et à l'acclimatation d'espèces animales exotiques à des fins agricoles, commerciales ou de loisir.
Le 26 mars 1858, cette société obtient de la ville de Paris la concession d'un espace de quinze hectares à la bordure nord du bois de Boulogne pour y installer un « jardin d'agrément et d'exposition d'animaux utiles de tous pays ». Cette zone était en cours d'aménagement depuis 1855. La société confie en juillet 1859 à l'architecte Gabriel Davioud et au paysagiste Jean-Pierre Barillet-Deschamps la poursuite des travaux. Dans le même temps, le 25 août 1859, elle obtient de Napoléon III la concession de quatre hectares supplémentaires. Le jardin est inauguré par Napoléon III le 6 octobre 1860 après quinze mois de travaux. Dès son ouverture le 9 octobre, l'exotisme est bien présent : on trouve des ours, une girafe, des chameaux, des kangourous, des bananiers et des bambous. En octobre 1861, un aquarium y est ouvert.
En 1866, le jardin compte plus de 110 000 animaux. En 1867 y sont exposés les douze Bœufs Gras du Carnaval de Paris, dont six défilent dans le grand cortège de la promenade du Bœuf Gras.

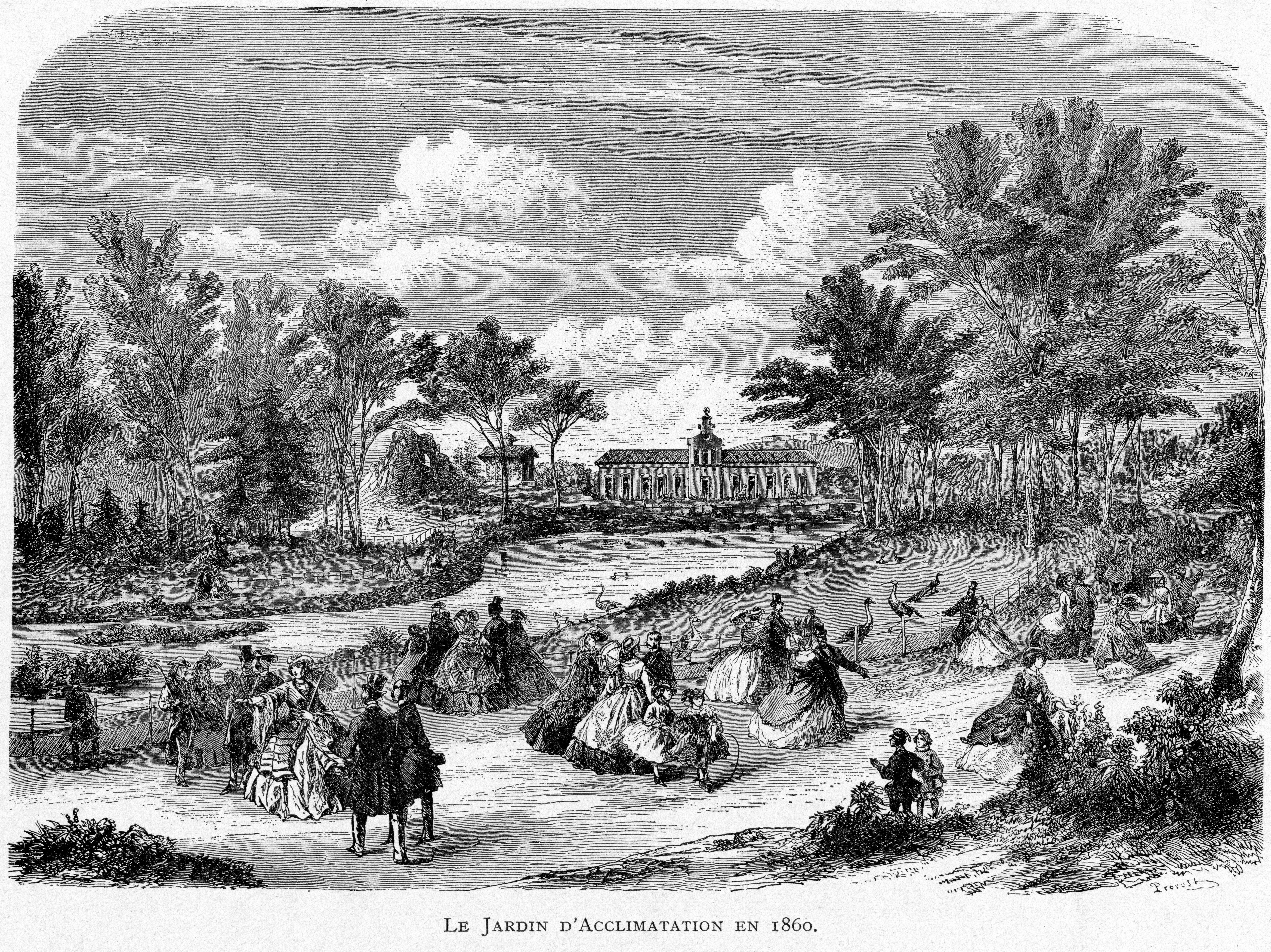
Le jardin d'acclimatation en 1860, gravure d'A. Provost.
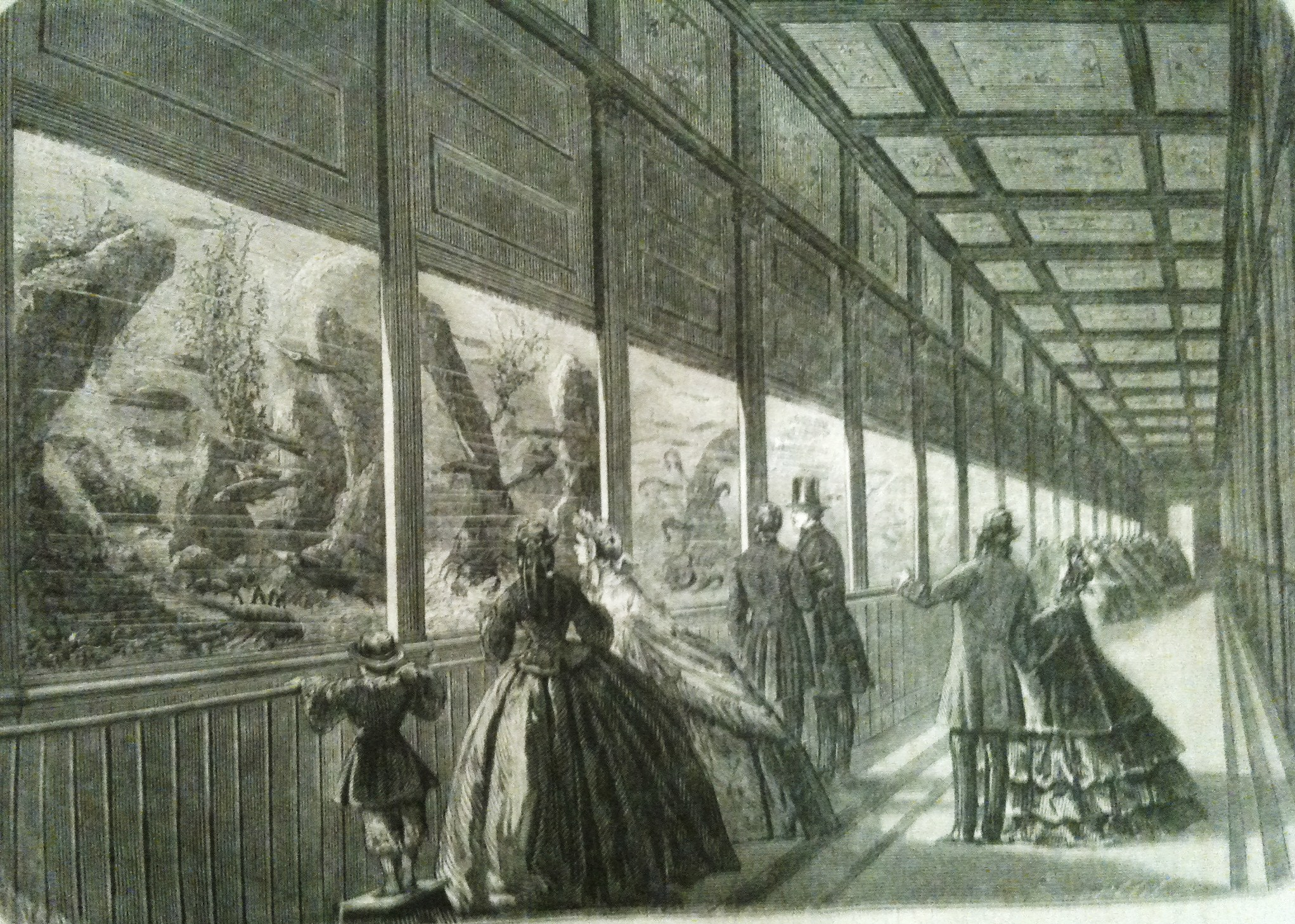
L'aquarium (1863).
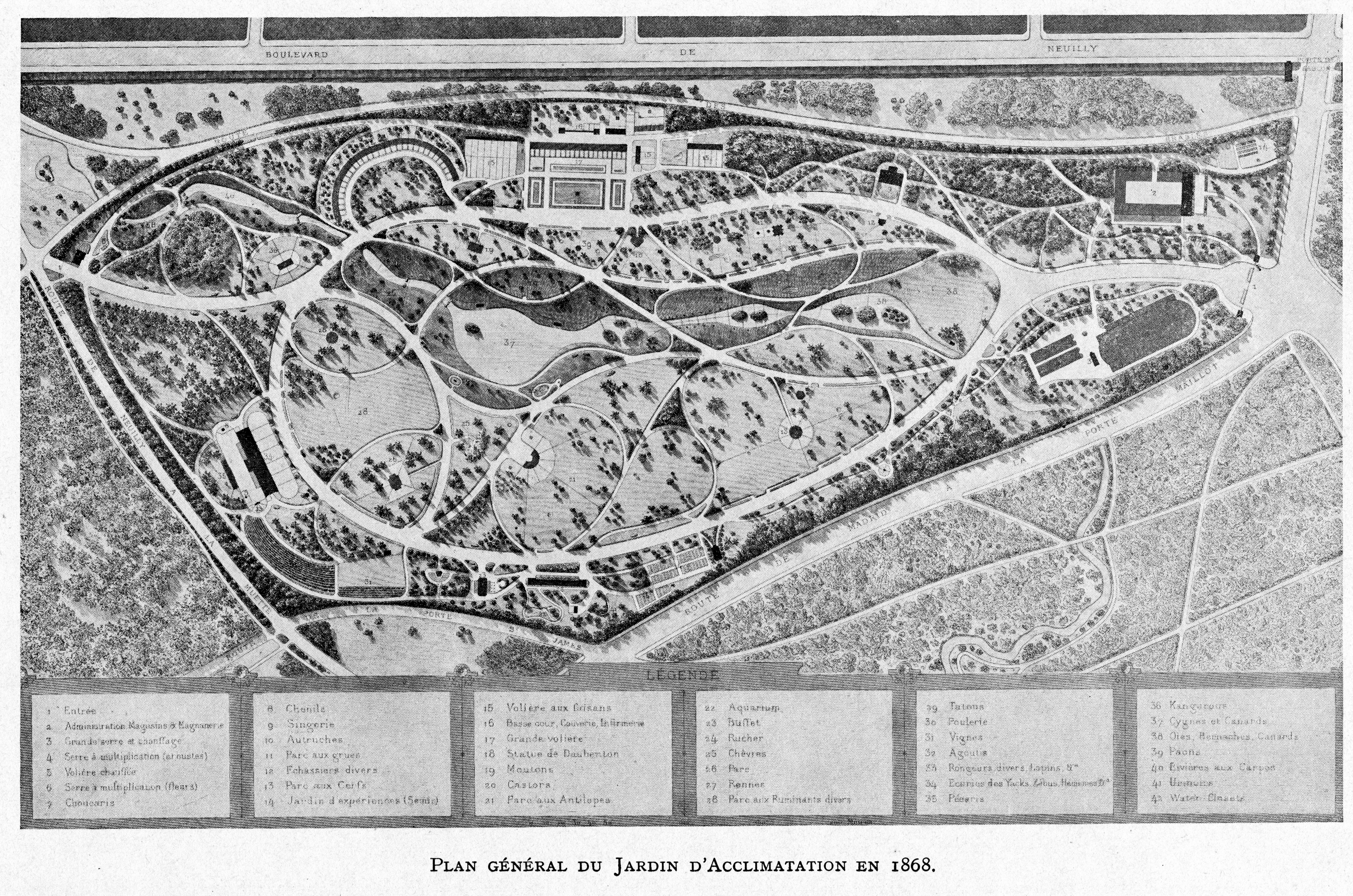
Plan général du jardin d'acclimatation en 1868.

### Entre le jardin scientifique et le parc de loisirs: 1870 - 1930
Bien qu'il s'en soit peu à peu éloigné, le jardin d'acclimatation a longtemps gardé une dimension de loisir scientifique et d'éducation des familles. Dès 1900, on voit s'y tenir des conférences (sur l’hygiène, les voyages, la médecine, l’acclimatation, avec photos projetées sur écran), concerts, épreuves sportives, cinéma en plein air, cirque, en même temps que s'y installent des manèges pour enfants.
Le jardin ferme ses portes au public pendant la guerre de 1870. Le bois, interdit au public, est utilisé pour installer des troupeaux qui serviront à nourrir la population en prévision d'un siège. Du 4 au 9 septembre, certains animaux sont évacués vers des parcs zoologiques à l'étranger mais très vite les moyens de transport sont paralysés et Paris est assiégé. L'hiver est particulièrement rude et le rationnement ne suffit plus : les derniers animaux pensionnaires du jardin sont abattus pour nourrir les Parisiens. À la fin du siège, il ne reste plus un seul animal. Il en ira de même avec la Ménagerie du Jardin des plantes.
Le jardin est complètement restauré en 1872. Grâce aux donations, notamment de deux éléphants offerts par le roi d'Italie, la faune se reconstitue peu à peu. Jusqu'en 1877, les termes de la concession sont globalement respectés : les animaux sont surtout des animaux « utiles ». Les bêtes curieuses, comme les girafes et les éléphants sont néanmoins présentes dès les origines.
Tous les animaux disparaîtront dans les années 1950, sauf des animaux de ferme, quelques oiseaux, un dromadaire et un ours[réf. nécessaire].

### Zoo humain: 1877-1931
L'exposition d'êtres humains présentés comme des « sauvages » est un fait avéré de longue date sur ce site. En 1877, le naturaliste Albert Geoffroy Saint-Hilaire, directeur de 1865 à 1893, y organise un « spectacle ethnologique », présentant une petite troupe de Nubiens, pour attirer le public. Pendant un quart de siècle, ce sont vingt-deux expositions d'êtres humains qui sont organisées. Il s'agit majoritairement d'Africains, même si l'on trouve aussi des Indiens, des Lapons ou des Cosaques. Les troupes présentées le sont parfois en même temps que des animaux issus de la même région. Ces « exhibitions de sauvages » alimentèrent dès le XIXe siècle de vifs débats car les hommes, les femmes, les enfants étaient présentés derrière des barreaux ou des grilles, comme les animaux dans leurs cages voisines. Des Kanaks ont été placés dans la fosse aux ours, désignés comme de dangereux cannibales. Le public payait « pour voir des êtres hors norme ». Trente-deux victimes de ces zoos humains sont mortes de froid au Jardin d'acclimatation, ayant été exhibées à l'extérieur en hiver, presque sans vêtements.

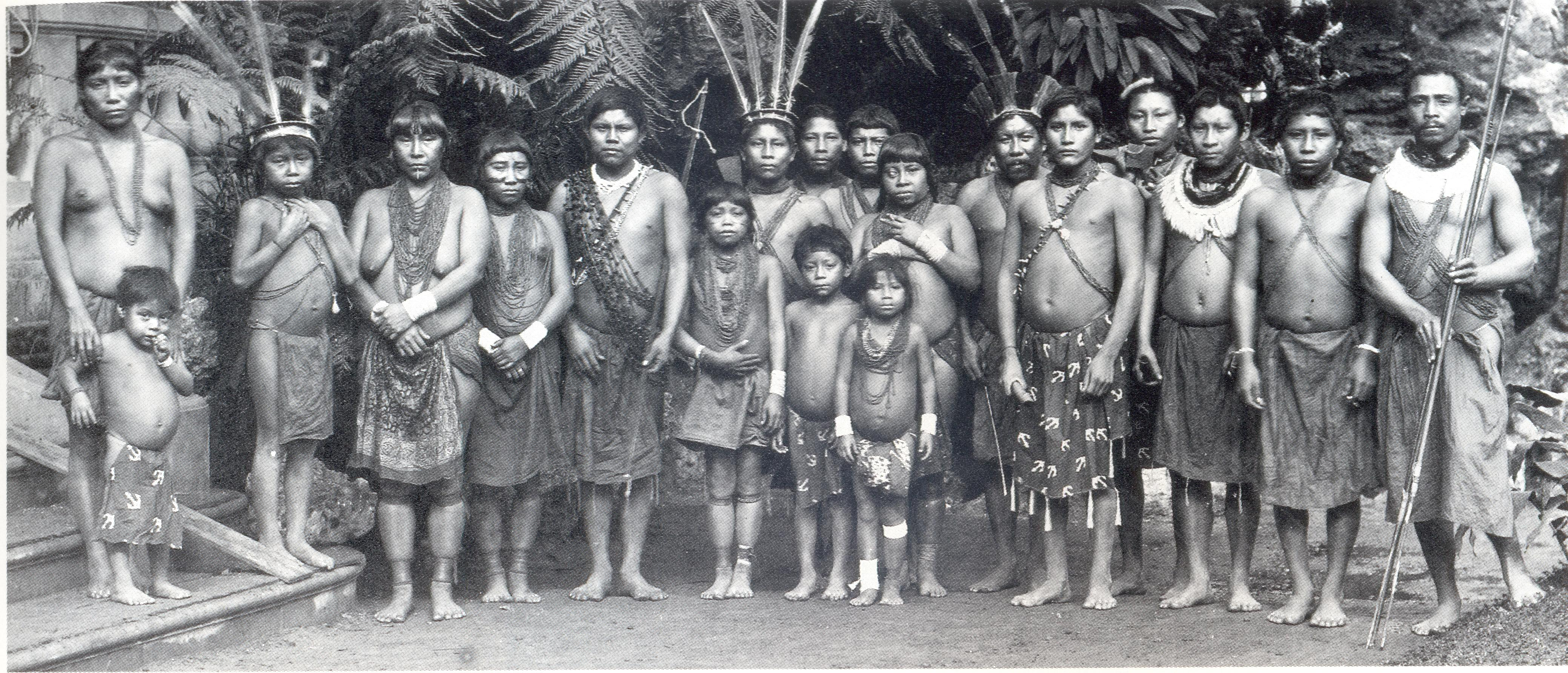
Les Indiens Kalinas de Guyane, « exposés » en 1892.
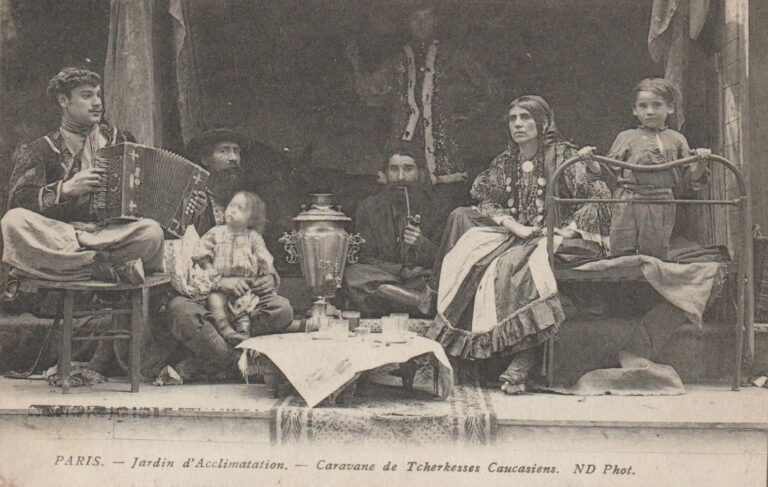
Paris, Jardin d’Acclimatation, Caravane de Tcherkesses caucasiens, 1913.

Affiches publicitaires des expositions
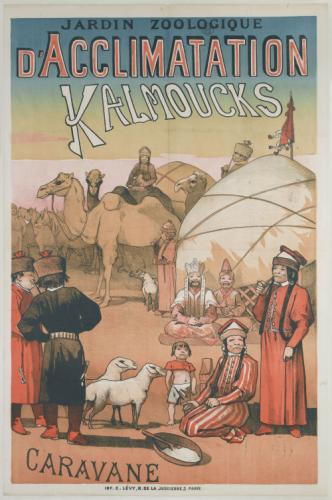
Village de Kalmoucks (1883).
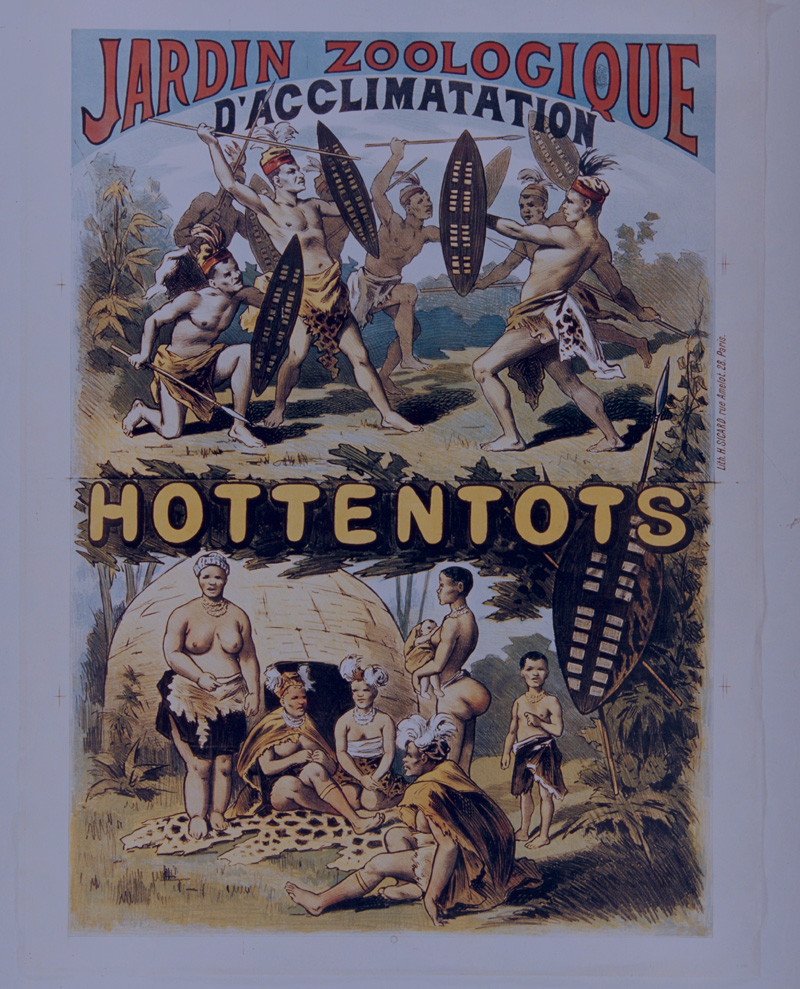
Exposition de Khoïkhoïs.
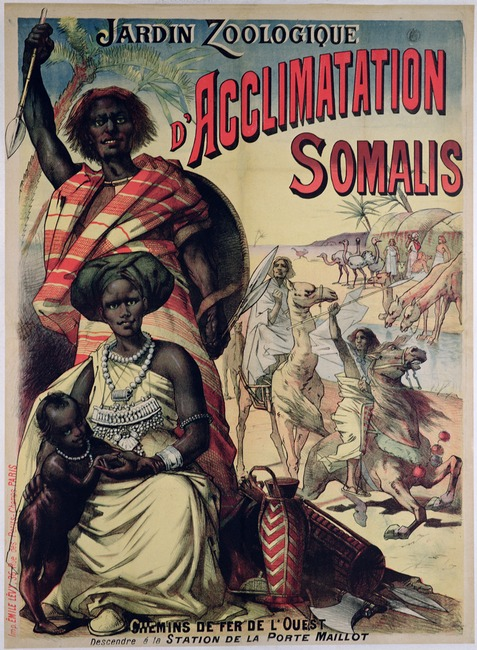
Exposition de Somalis.
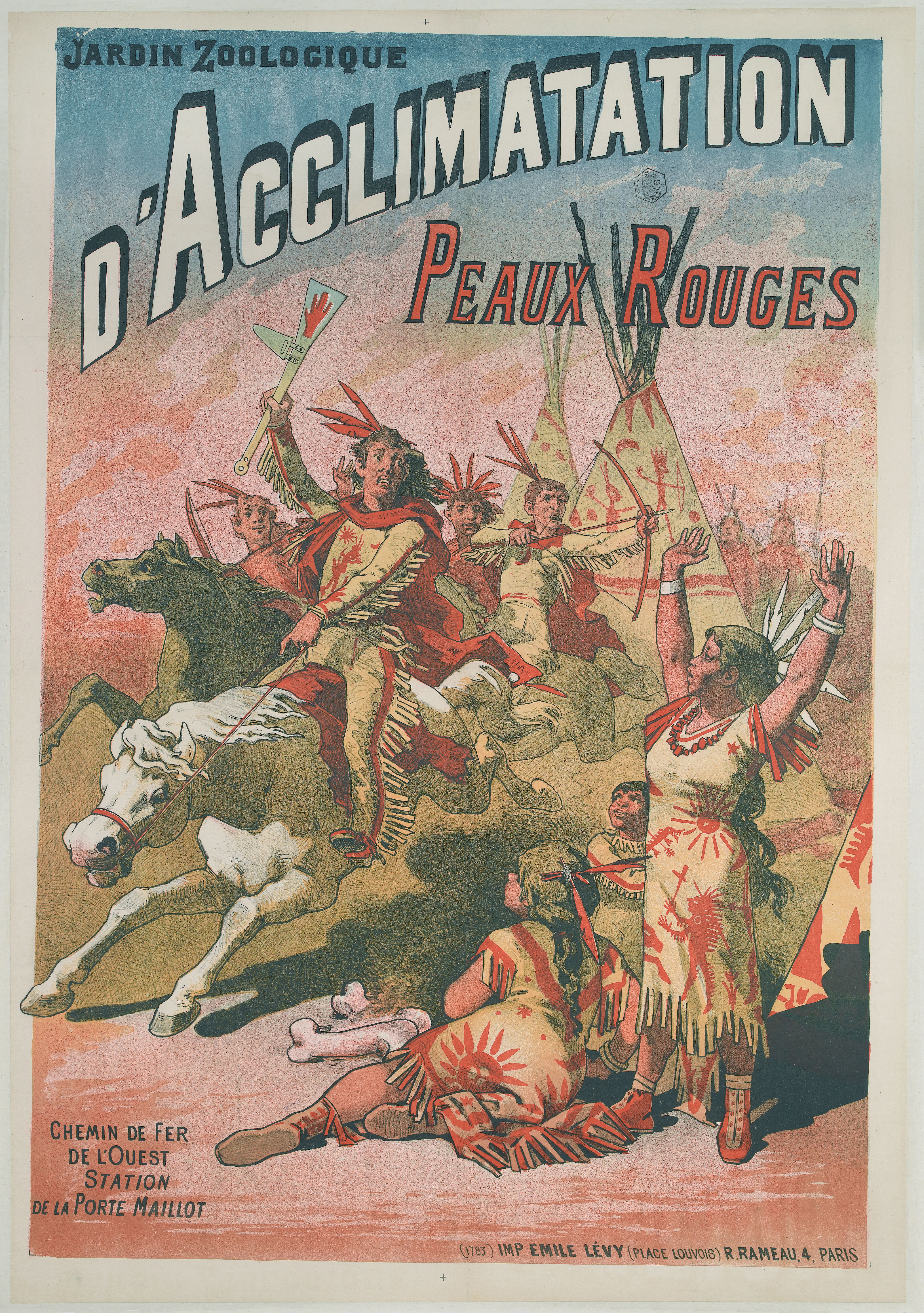
Exposition d'Amérindiens.
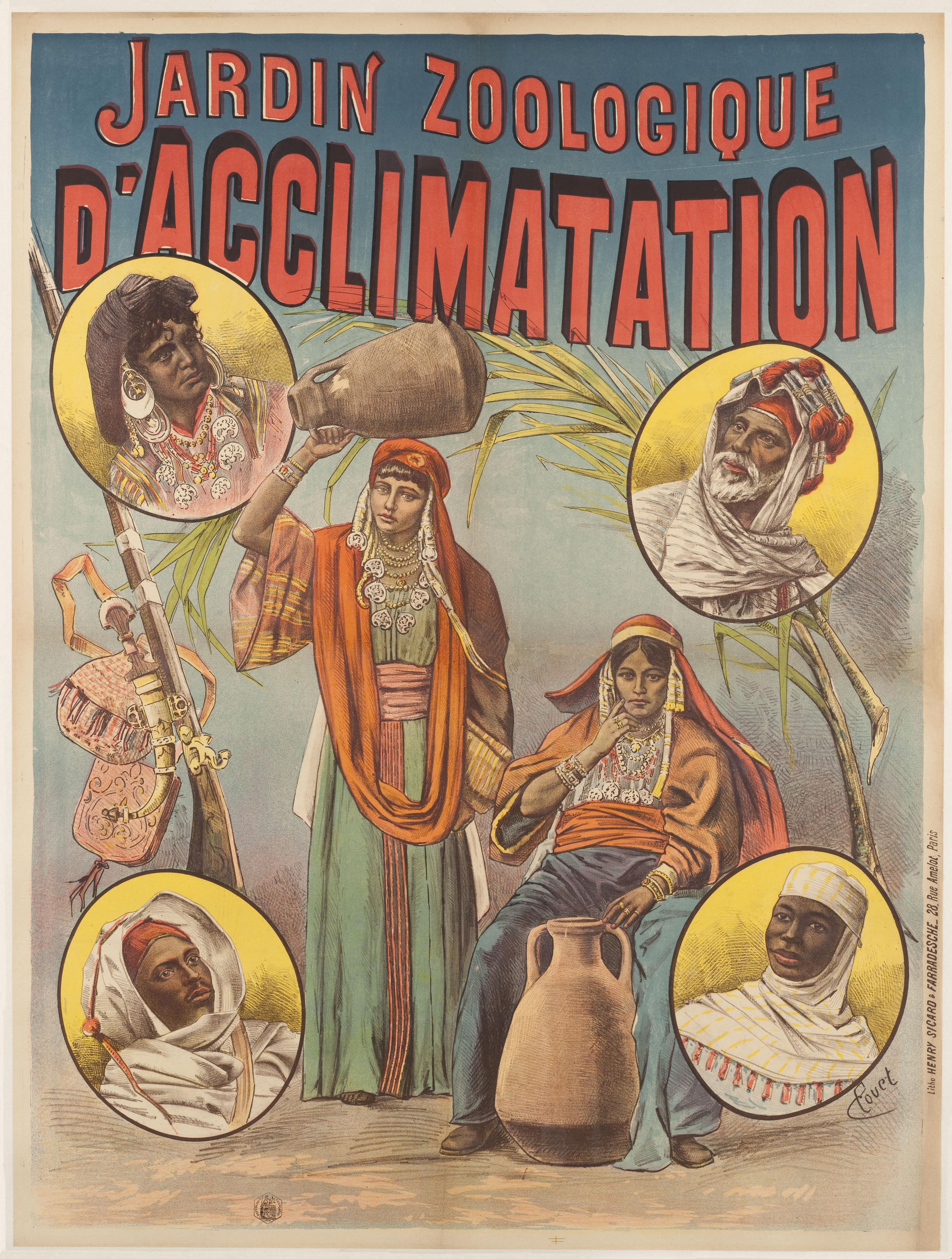
Exposition d'Égyptiens.
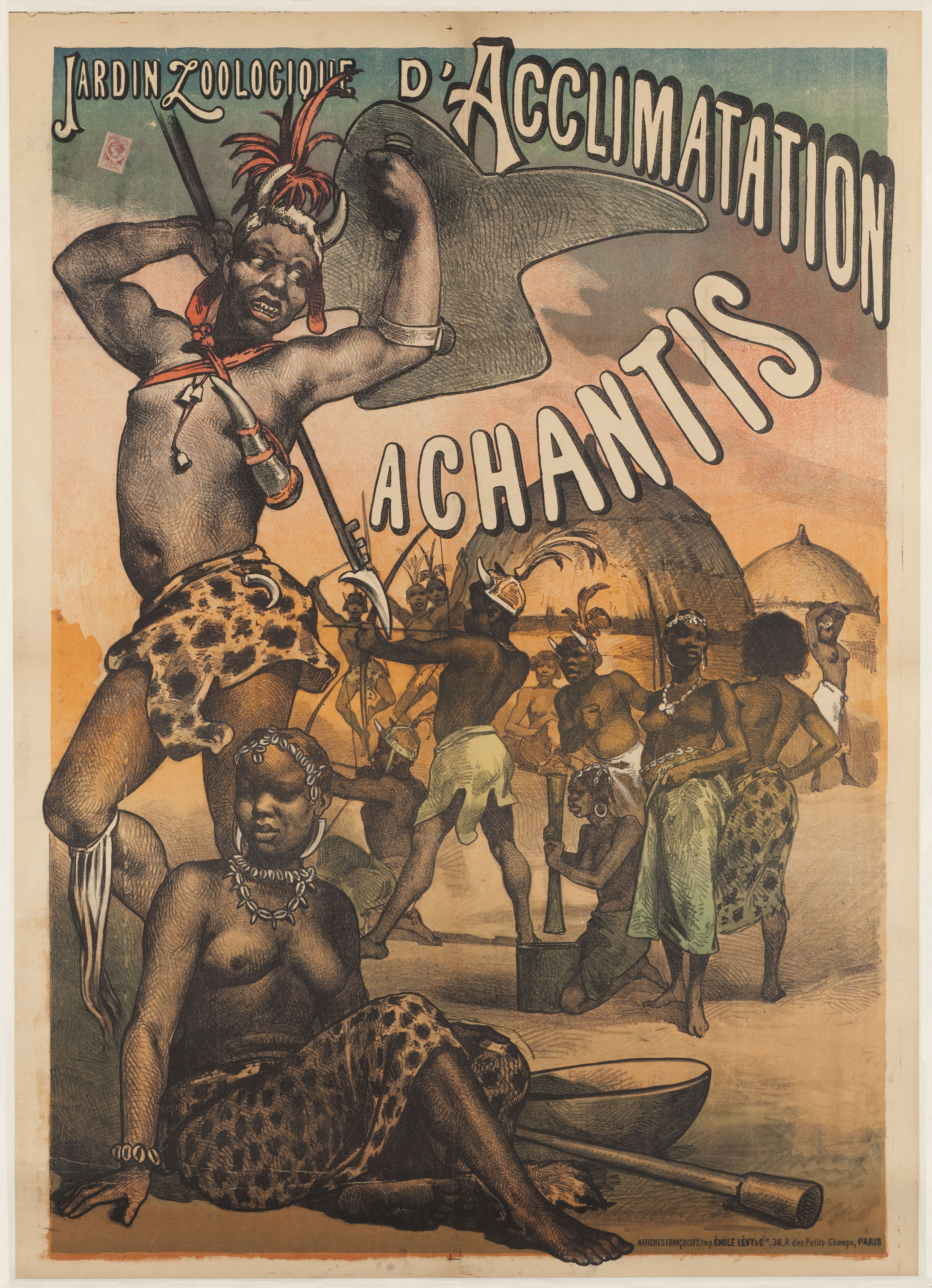
Exposition d'Ashantis.
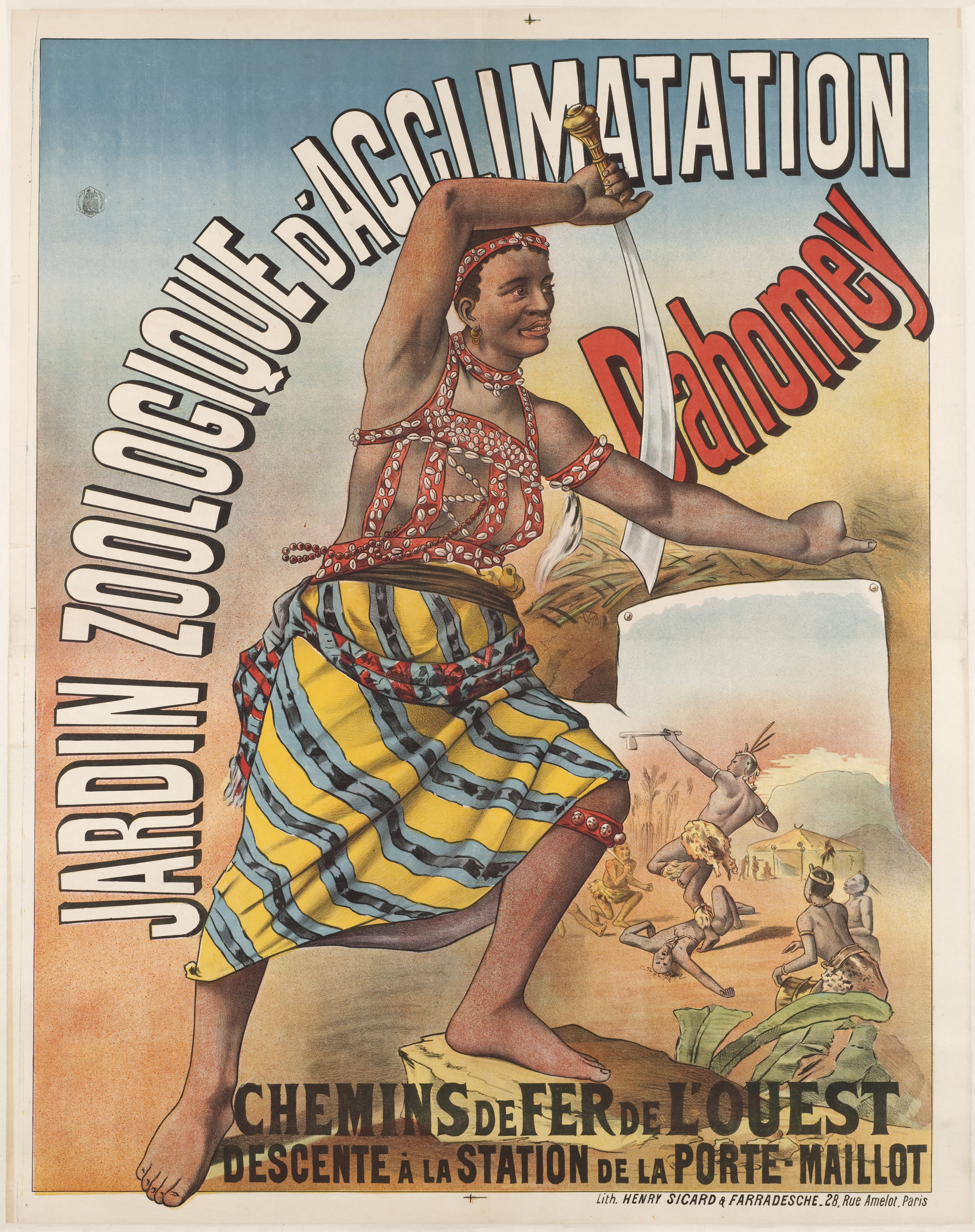
Exposition de Dahoméens.

Des anthropologues viennent étudier les « spécimens », qui leur inspirent des articles publiés dans les revues scientifiques reconnues de l'époque. Des photographes comme Roland Bonaparte prennent là des images « ethnographiques ». Selon l'historien Pascal Blanchard, « ces articles et ces photos contribuent alors à la propagation de clichés et d’idées reçues sur le “sauvage”. Autant de représentations qui légitiment l’ordre colonial, popularisent la théorie et la hiérarchie des races, le concept de peuples “inférieurs” qu’il convient de faire entrer dans la lumière de la civilisation ».
Pendant le quart de siècle qui suit, le rythme de ces exhibitions ralentit : on n'en compte qu'une dizaine entre 1903 et 1931, date de la dernière exposition humaine en marge de l'exposition coloniale internationale. Elles prennent en revanche un tour plus nettement colonial, les tribus exposées étant sélectionnées dans diverses contrées de l'Empire colonial français : Sénégal, Afrique du Nord, Nouvelle-Calédonie, etc..
En 2013, une plaque commémorative est posée au Jardin d’acclimatation, évoquant les « zoos humains », « symboles d’une autre époque où l’autre avait été regardé comme un “animal” en Occident ».

### La reconversion en parc de loisirs: 1930 - 2016
En 1929, le territoire du Jardin, propriété privée de la ville de Paris, est transféré de la commune de Neuilly-sur-Seine au 16e arrondissement de Paris.
Sous la pression des riverains, la vocation du jardin change profondément dans les années 1950. En 1952, le jardin devient principalement un « parc de promenades, de loisirs de plein air dont les attractions doivent avoir un caractère instructif, sportif et familial. » Un castelet de Guignol est ouvert, les fauves disparaissent et la fête foraine est réduite.
Dans les années 1960, le jardin est réaménagé et le musée national des arts et traditions populaires est implanté en 1969 dans un nouveau bâtiment de type moderne spécialement construit sur son terrain. La petite ferme est ouverte en 1971, le théâtre en 1973, le musée en Herbe en 1975. Le chapiteau de Silvia Monfort s'y installe pour deux ans en 1978.

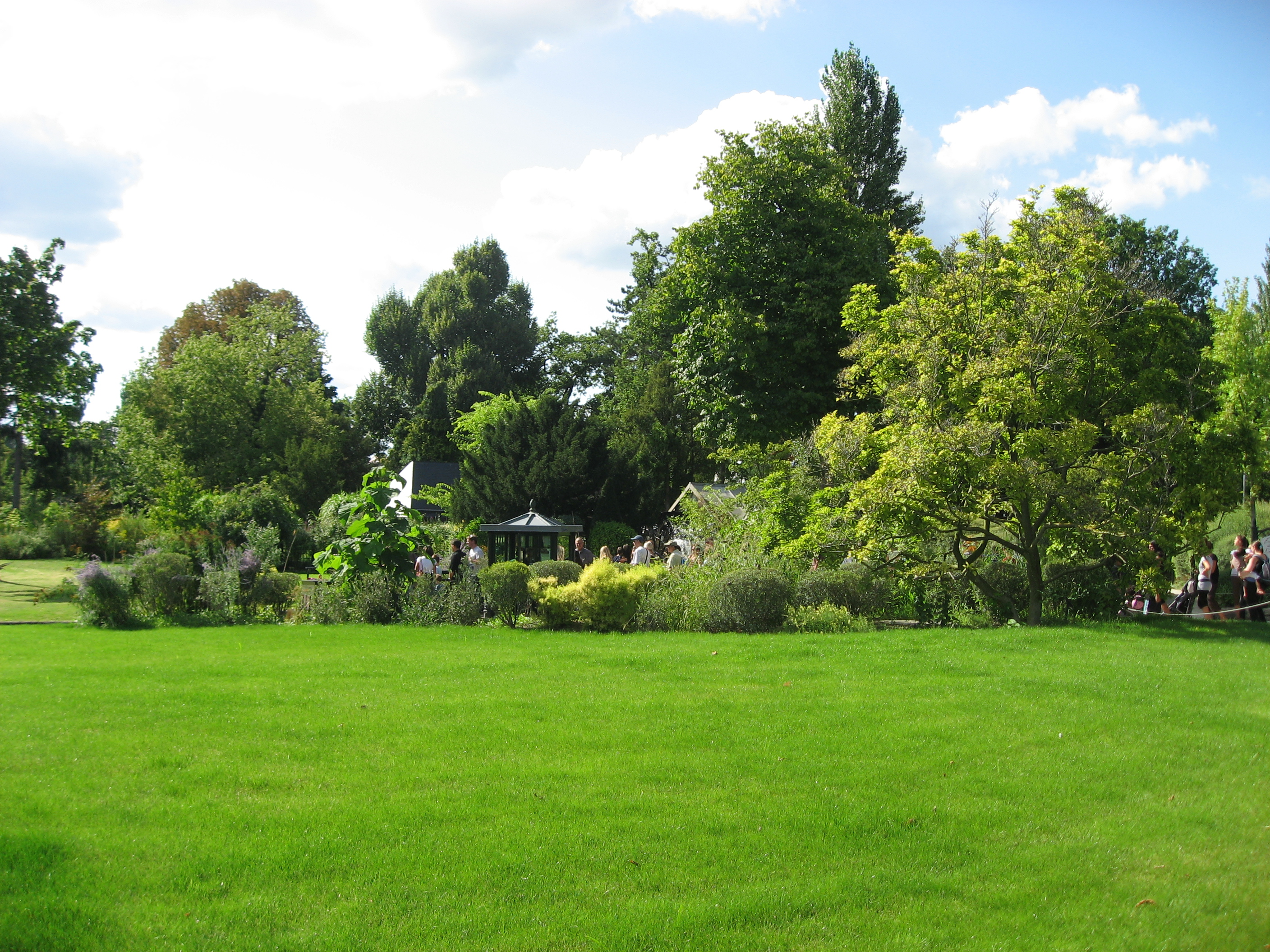
Un magnolia à l'entrée de la « rivière enchantée ».
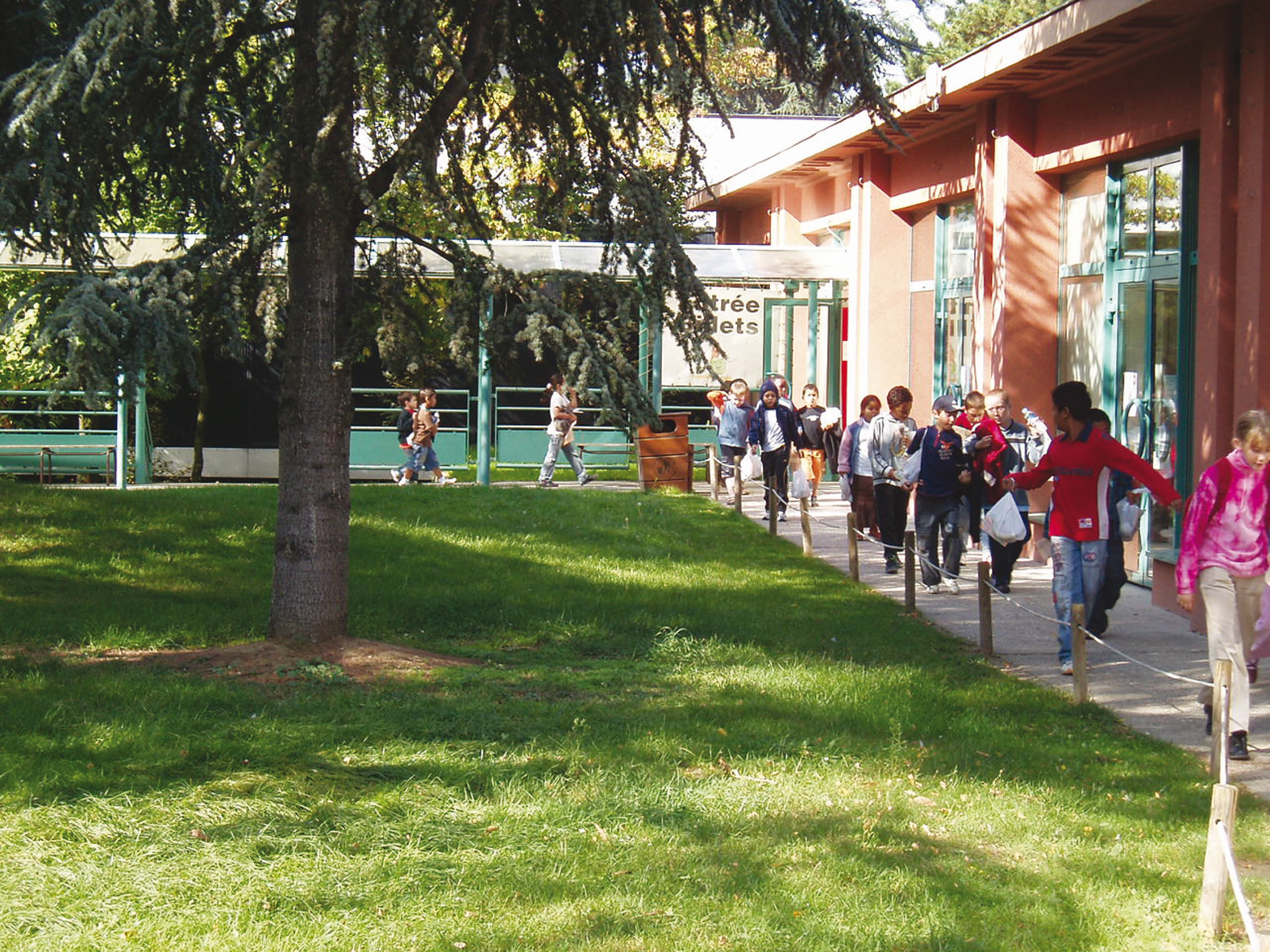
Musée en Herbe.
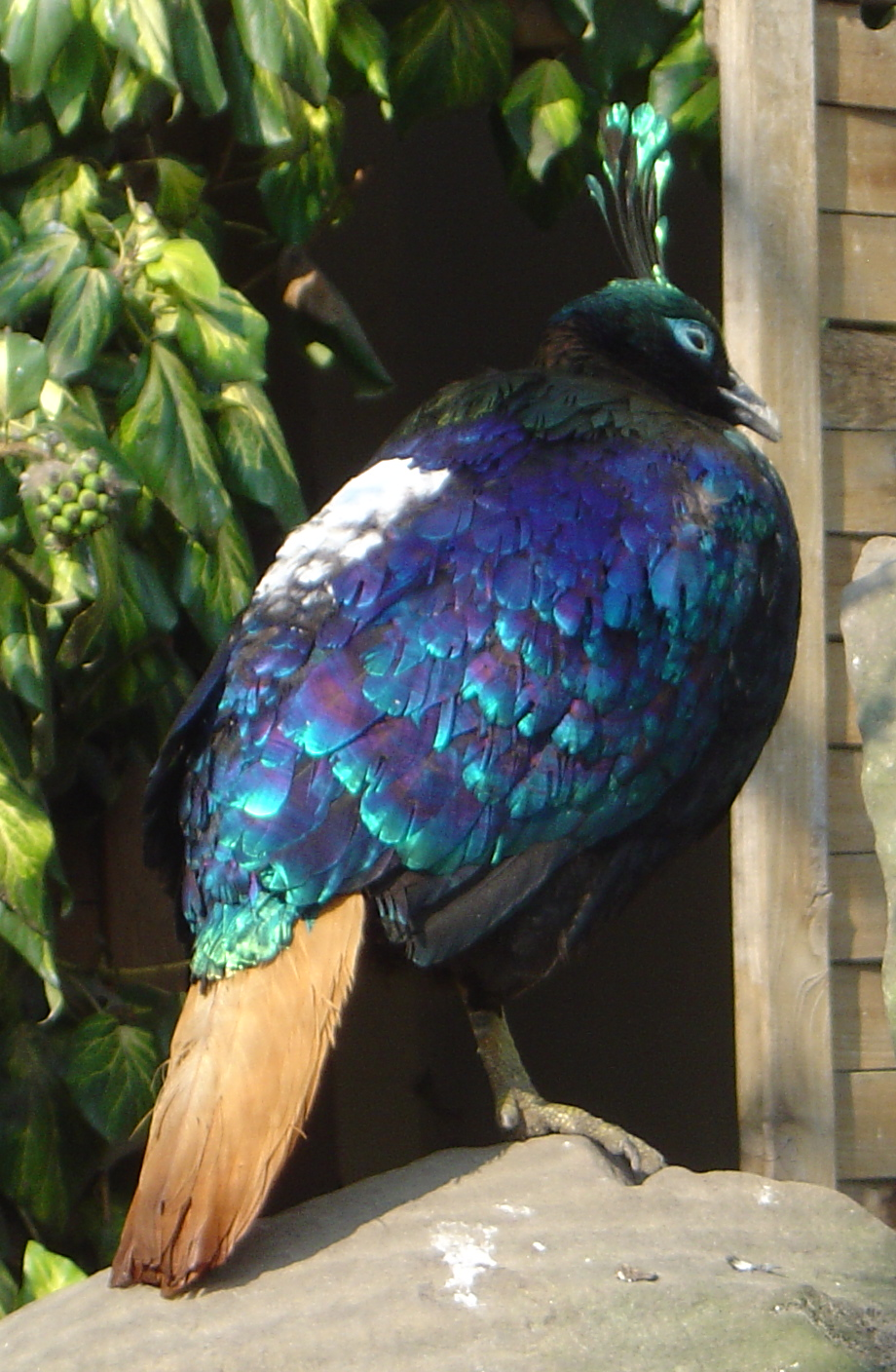
Un lophophore resplendissant.
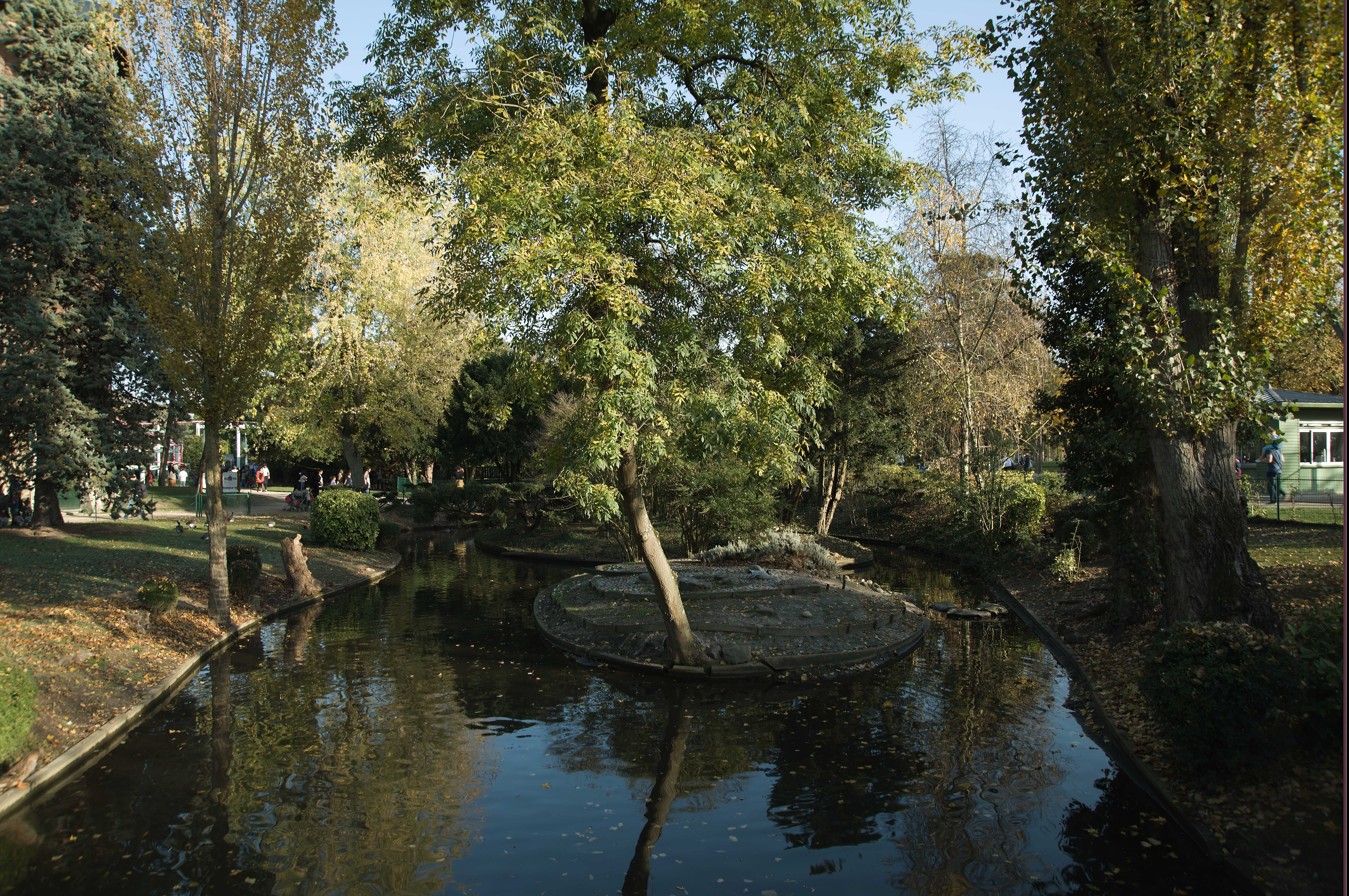
Une île de la rivière enchantée
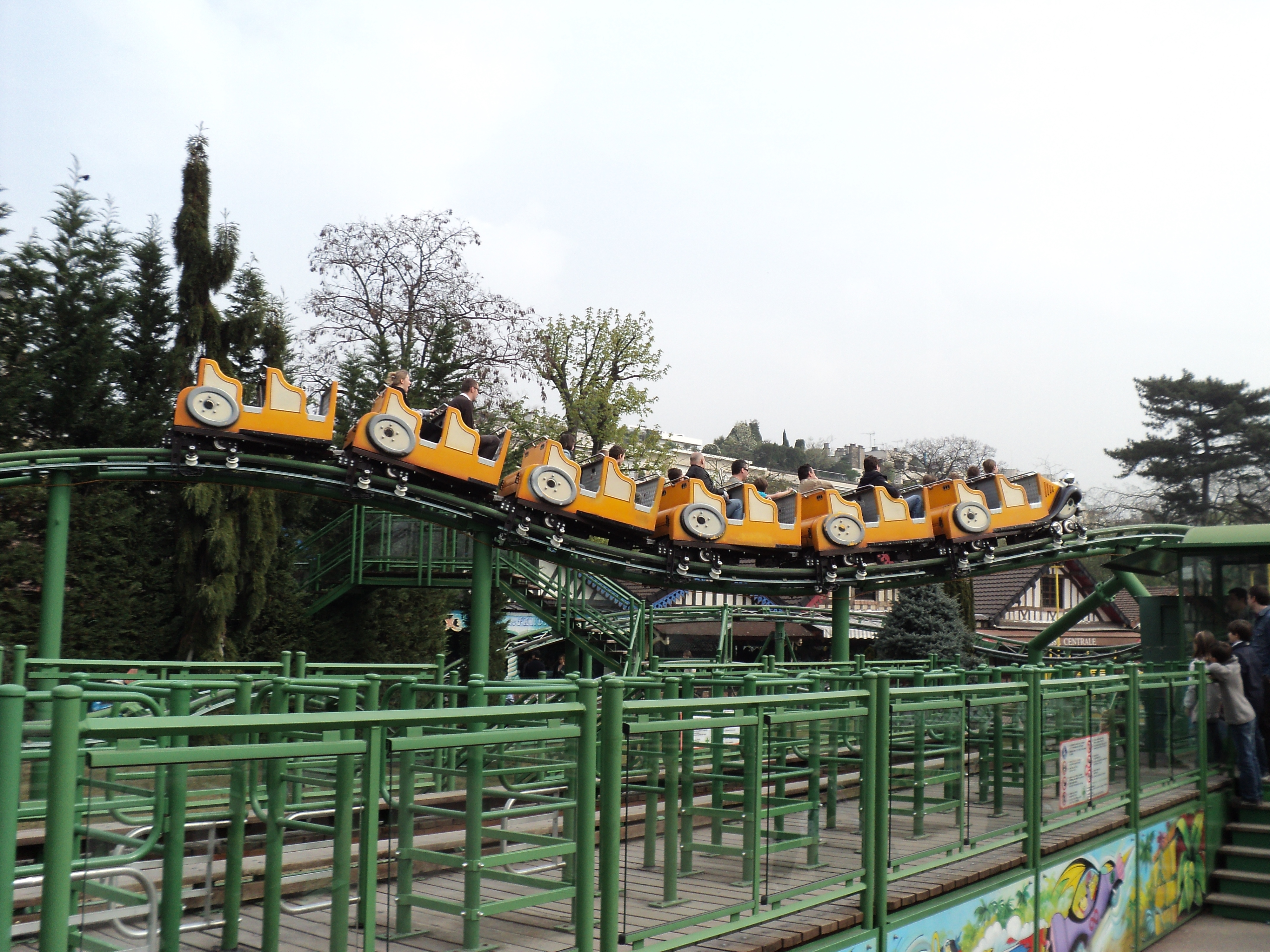
Montagnes russes Tacot Express

Les années 2000 voient de nouveaux changements : le jardin s'orientalise en acquérant une maison de thé, un pont laqué de noir, puis un jardin coréen symbolisant l'amitié entre Paris et Séoul.
Le musée national des arts et traditions populaires ferme définitivement ses portes en 2005, et les dernières activités scientifiques disparaissent avec la disparition du musée en herbe, dont les subventions sont supprimées en 2009-2010.
En 2006, Bernard Arnault, le patron du groupe de luxe obtient, dans des conditions contestées, l'autorisation de construire le bâtiment de la fondation Louis-Vuitton, dessiné par l'architecte Frank Gehry, sur le site du bowling du Jardin d'Acclimatation, qui est rasé en 2014.

### La rénovation du parc: 2017
Fin 2017, le groupe LVMH engage de très importants travaux de réaménagement du parc, entraînant la fermeture des deux tiers nord, durant huit mois. Dans le dossier de presse édité à l'occasion de ces travaux, il est précisé que le jardin a vu deux millions de promeneurs en 2015 et 2016.
Ces travaux visent à moderniser le parc, à l'ancrer dans une thématique steampunk qui marquera esthétiquement toutes les attractions, et ont officiellement pour but de redonner une cohérence architecturale à l’ensemble du parc, de retrouver le tracé historique de Barillet-Deschamps, d'intégrer les attractions dans le paysage, de valoriser l’eau comme élément majeur et d'inventer de nouvelles promenades.
Cette évolution passe par la démolition de tout le bâti précaire, en particulier les bâtiments autour du village des manèges, par la restauration du patrimoine Napoléon III, par une dé-densification du Village des Manèges, avec le déplacement d'un certain nombre de ces manèges, et par la création de nouvelles montagnes russes modernes, et par dix-sept autres nouvelles attractions familiales.
Un parcours santé sur une nouvelle allée Boréale sera également créé.
La tarification du parc changera légèrement à cette occasion : en plus de la formule classique comprenant un billet d'entrée et des attractions payantes, sera proposé un forfait comprenant l'entrée et l'accès à toutes les attractions.
Le jardin d'acclimatation reçoit 1,85 million de visiteurs en 2018 et 1,9 million de visiteurs en 2022.

## Gestion

Logotype du jardin d'acclimatation.

Dès les origines, le Jardin a connu un système de concessions renouvelées à intervalles à peu près réguliers. Lors de son ouverture, le conseil d'administration du jardin était tenu par la Société impériale zoologique d'acclimatation : Isidore Geoffroy Saint-Hilaire (1805-1861) en était le président sous le patronage du prince impérial. Le fils du savant, Albert Geoffroy Saint-Hilaire (1835-1919) était directeur adjoint et assurait l'administration effective. La société conserva sa concession qui fut régulièrement renouvelée jusqu'en 1952.
À cette date, la SARL Maillot Maurice-Barrès qui fait partie du groupe Boussac, obtient de la Ville de Paris la concession du jardin d'acclimatation jusqu'alors dévolue à la Société du jardin zoologique d’acclimatation. Cette concession est accordée en contrepartie d’une redevance et d’un engagement d’investissement de cinquante millions de francs. Selon les termes du contrat, le jardin d'acclimatation doit devenir principalement « un parc de promenades, de loisirs de plein air dont les attractions doivent avoir un caractère instructif, sportif et familial ». Boussac obtient le renouvellement de la concession qu'il conserve jusqu'à sa disparition.
En 1984, le groupe LVMH de Bernard Arnault rachète le groupe Boussac et hérite de la concession. Le jardin est alors un exemple de site récréatif régional à rencontrer le succès. Les visiteurs sont au nombre de 1,4 million en 1991 et d'un million en 1996. En 1995, LVMH obtient la reconduction de la concession pour une durée de vingt ans, moyennant une redevance forfaitaire de 10 000 francs par mois, et réalise un plan d’aménagement renouant avec les principes fondateurs des jardins paysagers du XIXe siècle.
De 2007 à 2016, le groupe LVMH investi plus de deux millions d'euros par an dans le parc, totalisant 25 millions d'euros en dix ans. En 2016, la concession est à nouveau reconduite pour 25 ans, jusqu'en 2041. C'est dans le cadre de cette reconduction que LVMH engage les lourds travaux de réaménagement du parc, de septembre 2017 à mai 2018, pour 60 millions d'euros.

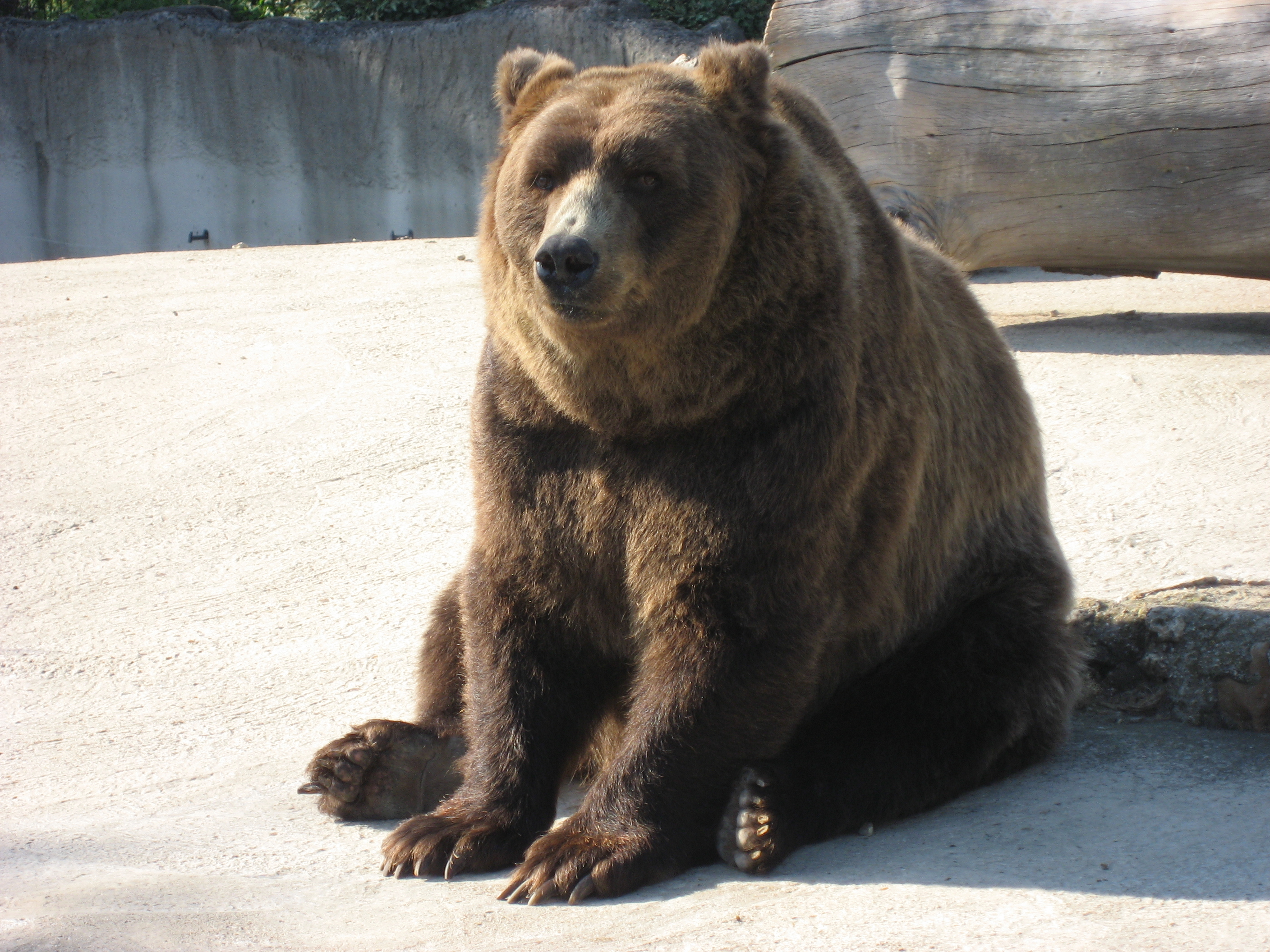
Un ours brun.
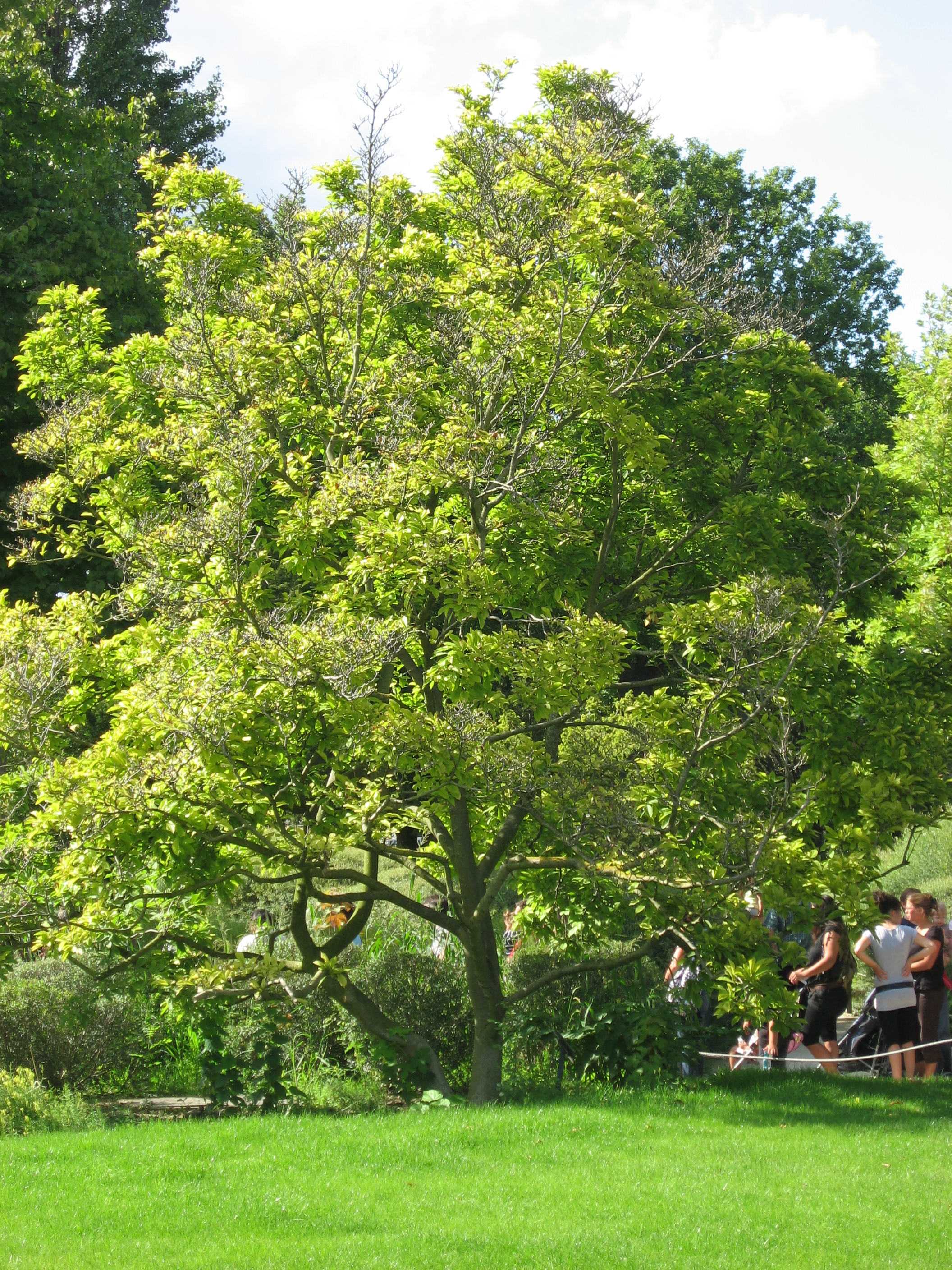
Un magnolia à l'entrée de la « rivière enchantée ».
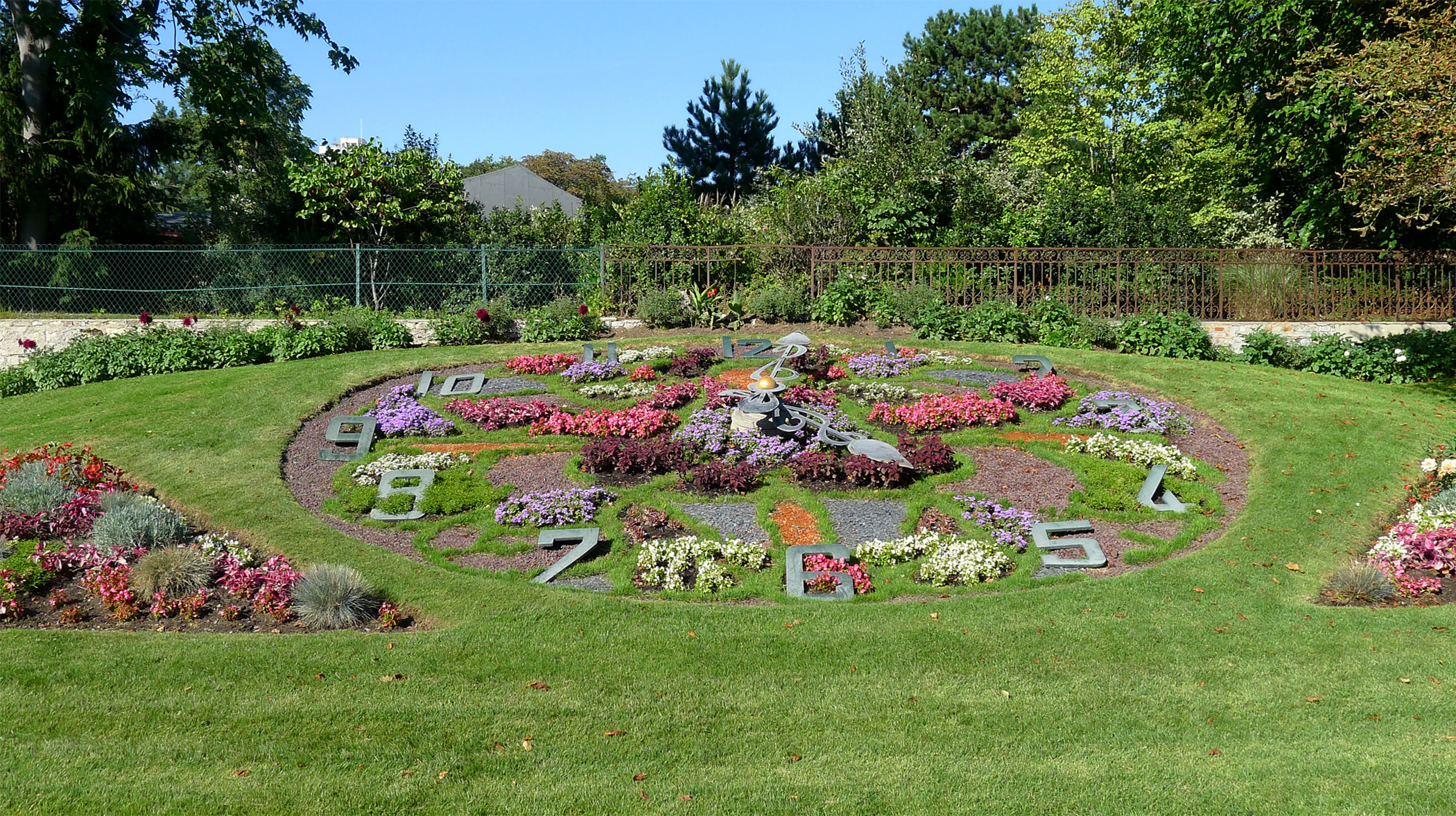
Horloge florale.
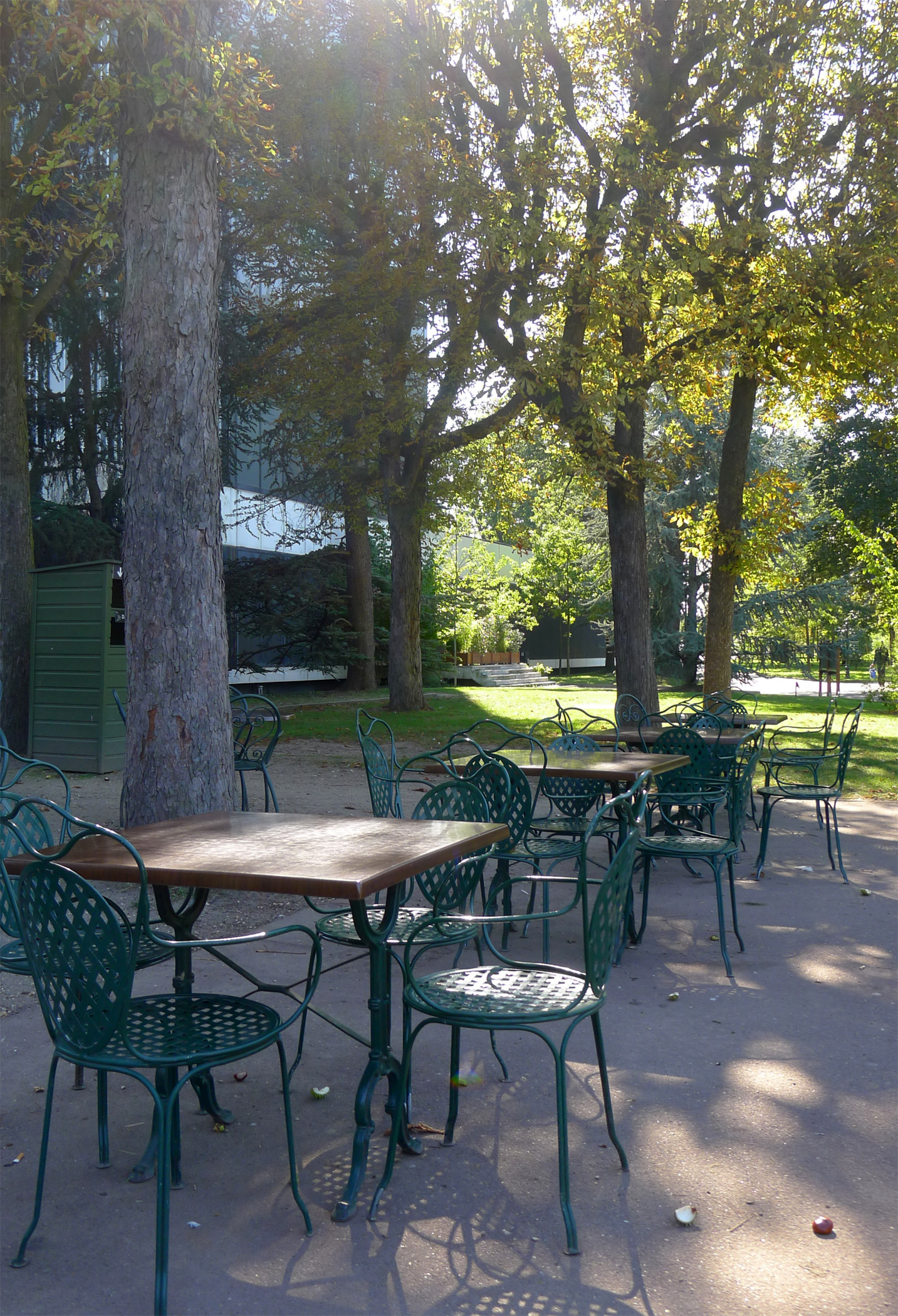
Terrasse d'une buvette.
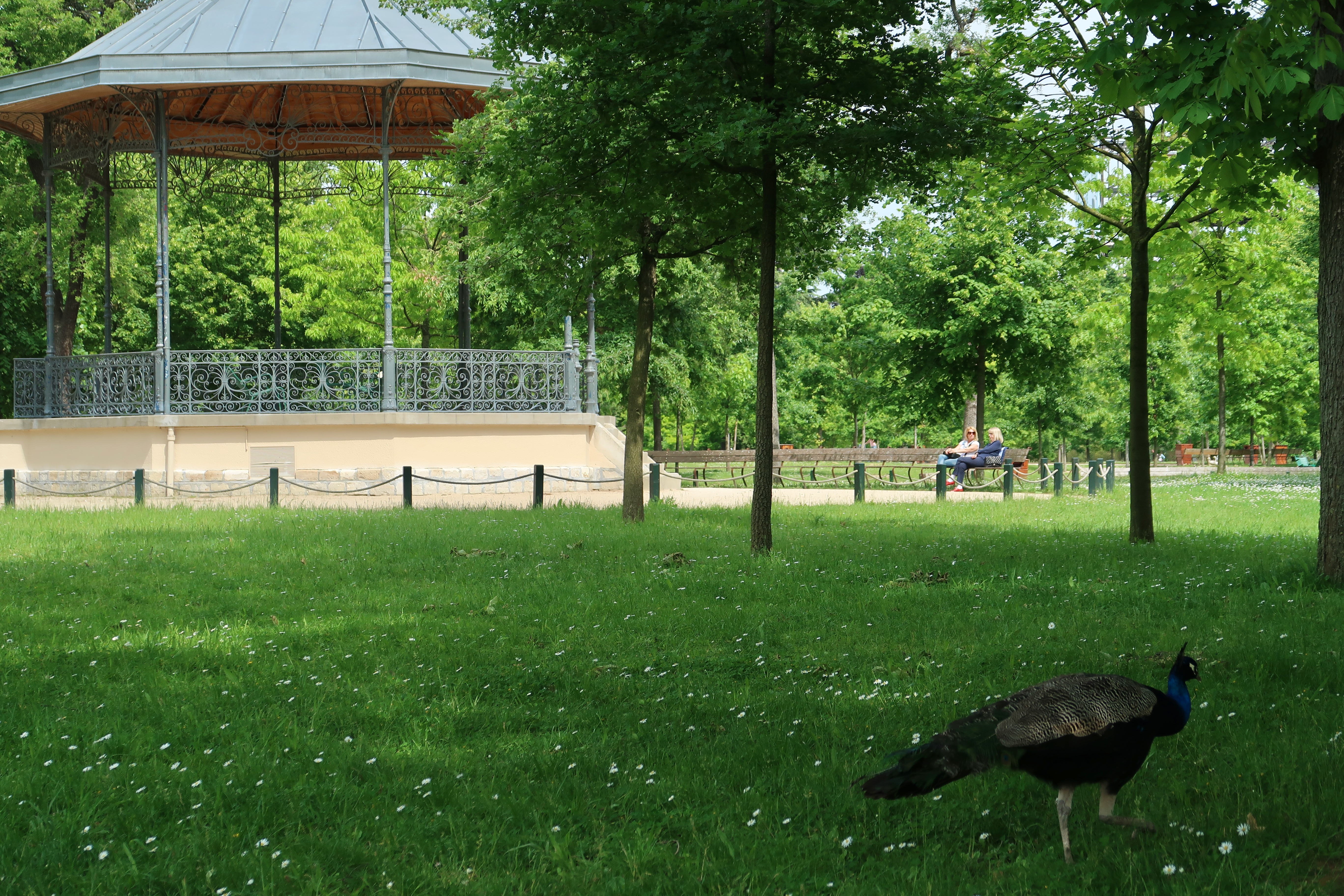
Kiosque et paon.
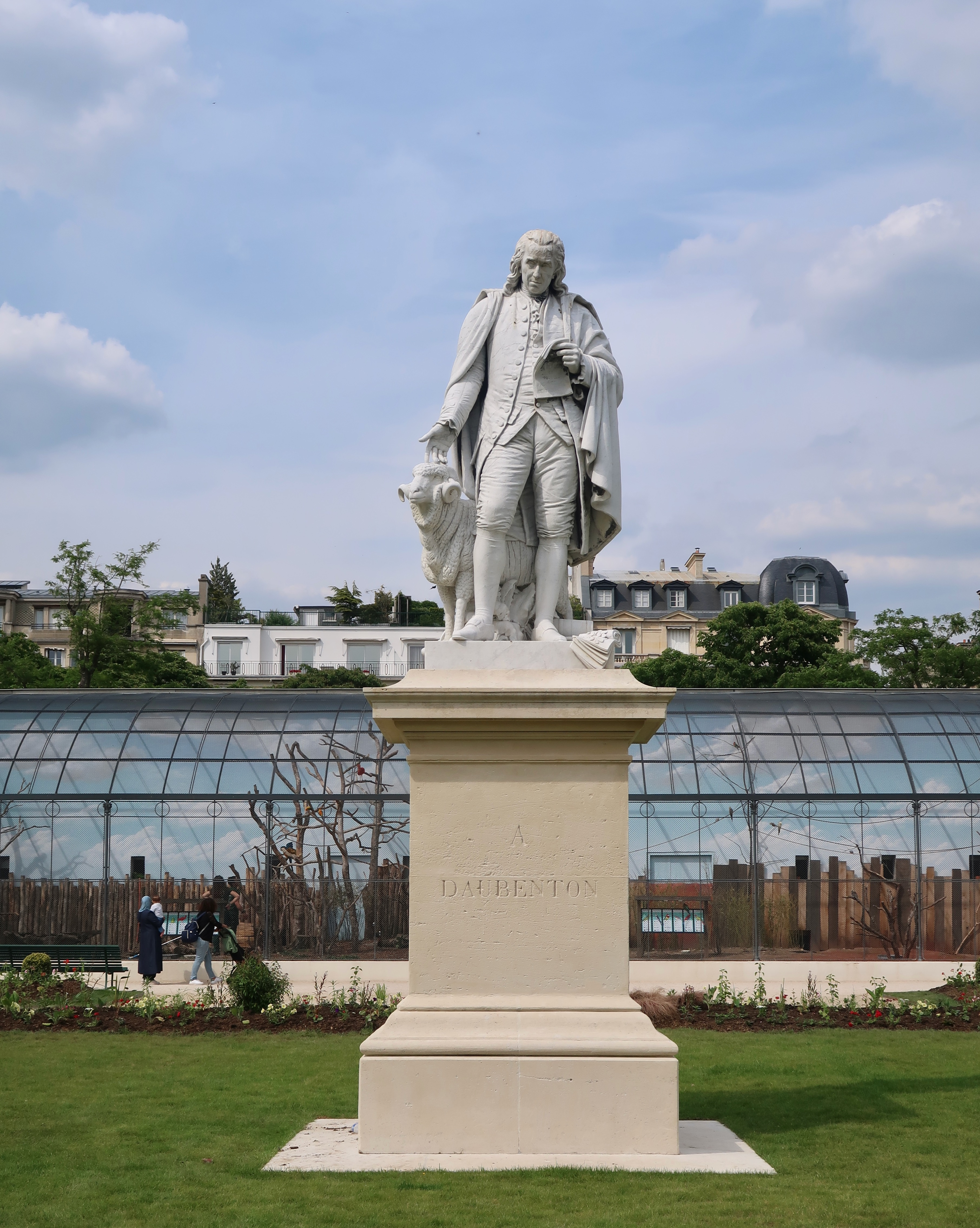
Statue du naturaliste Louis Jean-Marie Daubenton.

## Les attractions

Plan du Jardin d'acclimatation, Paris, France.

Le jardin d'acclimatation a la particularité de cumuler des zones animées dédiées aux manèges et aux montagnes russes, des aires de jeux pour familles et enfants, des zones de promenades au calme, etc. Jusqu'en 2017, une vingtaine d'attractions était située dans Le Village des manèges, dont des chaises volantes, autos-tamponneuses, des montagnes russes. Celles-ci sont intégrées dans le plan de rénovation de 2017-2018. Le manège la sauterelle et des manèges enfantins dotés de tapis volant, de voitures, d'avions, de fusées ou de camions de pompier ne sont pas repris,. À la suite des grands travaux de réaménagement dans le thème steampunk, se trouvent :

### Montagnes russes
| Nom                                                                              | Type                      | Constructeur | Année |
| -------------------------------------------------------------------------------- | ------------------------- | ------------ | ----- |
| Le Défi du Dragon (Qui remplace le Dragon chinois, fermé définitivement en 2023) | Family Coaster            | Gerstlauer   | 2025  |
| Machine à vapeur(Anciennement Tacot Express de 2001 à 2017)                      | E-Powered                 | Soquet       | 2001  |
| Souris mécaniques (les)(Anciennement Les Papillons d'Alice de 2002 à 2017)       | Tournoyantes junior       | Reverchon    | 2002  |
| Speed Rockets                                                                    | Assises / Bobsled Coaster | Gerstlauer   | 2018  |

### Autres attractions

Plan du petit train.

- Petit train, fabriqué par Decauville et inauguré en 1878, il est le premier train à voie étroite (500 mm) à être autorisé à transporter des voyageurs en France.
- La Rivière enchantée, parcours de barques scéniques, inauguré en 1926 (précédemment à Luna Park[1])
- Les Gondoles, (anciennement Les Gondoles chinoises) Music Express de type Sea Storm Ride de Mack Rides
- Chaises volantes, chaises volantes de Zierer
- La Grande Roue (2024)
- Les As du volant, autos-tamponneuses
- Tour de l'horloge, tour de chute junior[3] de Zierer de 10 m de haut (2018)
- Les bateaux volants, manège de type Bounty Tower de Technical Park (2018)
- Aéropostale, manège avion de type Mini Jet de Technical Park (2018)
- Side Cars, manège de type Sidecar de Technical Park (2018)
- Astrolabe, manège de type Techno Jump de SBF Visa Group (2017)
- Tempête sur la ferme, Kontiki de Zierer (2018)
- Rivière des chèvres, circuit de bûches junior de Reverchon Industries (2018)
- Ronde des barques, manège de type Duck Roundabout de Metallbau Emmeln (2018)
- Cinéma interactif ou Kinetorium, cinéma interactif d'Alterface Projects composé de deux salles de 19 sièges dynamique + 1 emplacement PMR (2018)
- Grand carrousel, carrousel de Concept 1900 sur le thème de Jules Verne (2018). Il remplace le carrousel 1900 présent jusqu'en 2017. Il provenait du parc de la Toison d'or à la suite de sa fermeture.
- Petit carrousel, carrousel de Concept 1900
- Le Carrousel Louis Vuitton 2025
- Grenouilles, Jump Around de Zamperla (2018)
- Rénovation des Chevaux galopants de Soquet
- La Grande Volière, inaugurée en 1860, issue du rôle original du Parc, dont un enclos visitable
- La ferme et le potager, dont 5 enclos pénétrables
- Tyrolienne
- Parcours acrobatique
- Miroirs déformants
- Aires de jeux
- Balades à poney
- Balades à dos de dromadaire
- Centre équestre, ouvert en 1874
- Théâtre de Guignol
- Balades à dos d'âne (jusqu'en 2017)